# 深谷醬
深谷醬（羅馬化：Fukka chan）又譯深醬、小深，是日本埼玉縣深谷市的地區吉祥物，於2010年首次出現。
深谷醬曾登上《YOU-DOKI》和《森田一義時間 笑一笑又何妨！》等日本電視節目進行宣傳。此外，深谷市內多家商店也陸續推出各種相關周邊商品。

## 歷史

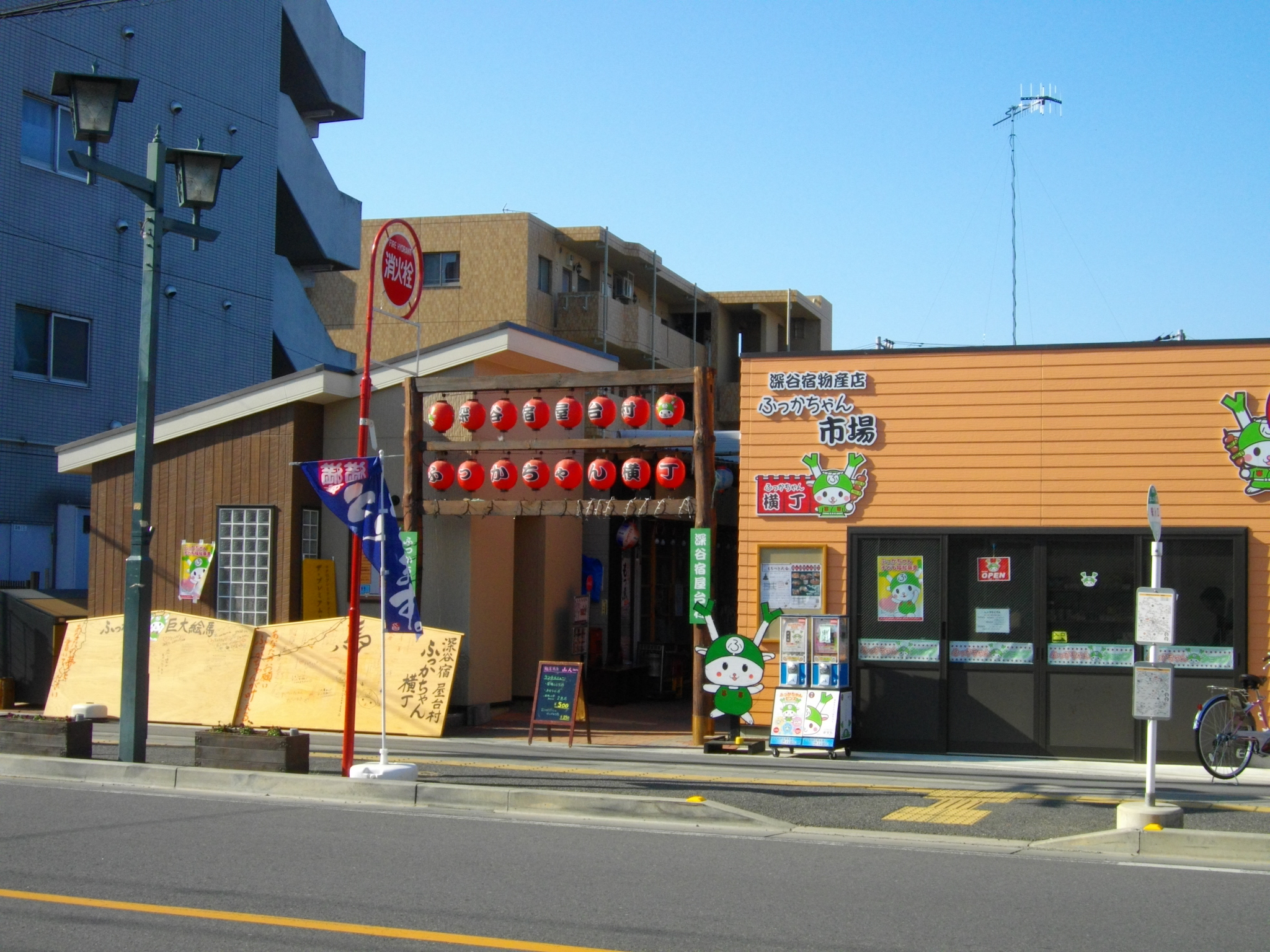
以Fukka Chan為特色的市集

為提升深谷市的形象與知名度，深谷市於2010年6月正式採用深谷醬作為在地吉祥物。經由公開徵選，從全日本1,406件投稿中選出，最終由來自東京都町田市的市原麻奈美設計的作品獲得首選；排名第二的作品則是以武士風格塑造的角色深谷蔥之進（日语：深谷ねぎ之進），此角色日後亦展開系列發展。
自問世以來，深谷醬便活躍於深谷市內外的各項觀光宣傳活動。2010年9月28日，該角色更被授予深谷市「特别居民」的稱號， 同時也被任命為埼玉縣的「健康大使」。2010年11月19日，深谷醬的設計被註冊為商標（商標號第5368994號）。
根據調查，截至2014年，深谷醬周邊商品銷售額約為31億日圓。這顯示該品牌從最初用於深谷市政府宣傳的貼紙、筆記本等物品，逐步轉型為深受全國消費者喜愛，並透過商品銷售與觀光活動為當地經濟創造顯著效益；此外，深谷市政府亦鼓勵相關業者捐款支持「深谷醬兒童福利基金」（日语：ふっかちゃん子ども福祉基金），進一步促進公益事業與地方產業的發展。
2011年4月29日，深谷市推出當地限定版Hello Kitty商品，深谷醬與Hello Kitty合作登場。 
2014年4月24日， 深谷市中心商店街（車站前大街）開設深谷酱横丁（ふっかちゃん橫丁）市集。 
2014年8月21日，加入以加強地方宣傳為目的的「搖晃黨」。 
2016年11月12日，深谷醬成為首位受邀至三麗鷗彩虹樂園，的市町村吉祥物，參與宣傳深谷市的活動。 與三麗鷗角色共演遊行，並在「智慧樹舞台」舉辦有關深谷的問答活動。

## 角色設定
深谷醬是日本埼玉縣深谷市的官方吉祥物，設定為一種名為Fukka（日语：ふっか）的虛構生物，外觀融合兔與鹿的特徵，擁有白色的身體、綠色吊帶褲，胸前佩戴印有代表城市名稱的平假名「ふ」字的圓形頭巾 ，並以深谷市特產「深谷蔥」為造型的角作為其標誌性特徵，服飾胸前有兩顆形狀像深谷市市花——鬱金香的鈕扣，所有設計元素皆取材自深谷市的地方特色。
深谷醬（日语：ふっかちゃん）的名字取自深谷市的日文發音。該角色於2010年6月28日誕生，官方設定年齡為0歲，並且永遠不會變老，其性別可依場合做調整，其住所為深谷市仲町11番1號。其身體數據大多以深谷蔥為單位計算，深谷醬身高約220公分（包含由深谷蔥構成的角）。這相當於約5根深谷蔥或22朵深谷鬱金香的長度。體重則是秘密，但大約相當於22捆帶泥的深谷蔥或480根深谷蔥的重量。腳長約為0.8根深谷蔥、腹圍大約等同於5根深谷蔥、握力約為2蔥力，而仰臥起坐則因難以起身而為0根深谷蔥。深谷醬的血型為「蔥型」（日语：ねぎ型）。
深谷醬性格溫柔但好勝，喜歡在推特、Facebook等社群平台上發文，並熱愛散步，其特技為舞蹈，經常使用的語句為「一生懸命」（努力拼搏）， 夢想是讓全球各地的民眾都認識深谷醬。深谷醬喜愛的食物包括所有肉類，特別是深谷和牛，以及深谷市的鄉土料理深谷餺飥（日语：煮ぼうとう）。喜歡的地點包括深谷市內多個景點，如深谷車站、綠之王國、深谷Green Park、唐澤川櫻堤（日语：唐沢堤）、中宿歷史公園、鶯之瀨公園、螢火蟲之里公園（日语：ほたるの里公園）、七梅酒造遺址（日语：七ツ梅酒造跡地）及深谷電影院等。
此外，深谷醬於2010年11月28日加入埼玉縣地方吉祥物團體「ゆる玉応援団」（編號No.48），並曾與Snow Man成員深澤辰哉合作。其朋友包括冰棒吉祥物嘎哩嘎哩君、Fukanyan（日语：フカニャン，埼玉工業大學吉祥物）。特別的是，深谷醬擁有名為「蔥噴射機（日语：ねぎジェット）」的交通工具，形狀像一綑帶泥的深谷蔥，甚至能夠前往外太空。

## 演出
2012年6月27日，登上富士電視台節目《森田一義時間 笑一笑又何妨！》。
2012年10月26日，於日本電視台節目《真的假的》登場。 
2012年11月30日，再次登場於日本電視台節目《真的假的》。 
2014年1月10日，參與「MyNavi租賃」（日语：マイナビ賃貸）的廣告拍攝。
2017年8月2日，參與桃色幸运草Z單曲《BLAST!》的MV拍攝，該MV後來獲得《MTV VMAJ 2017》「最佳日本樂團音樂錄影帶獎」。

## 獎項
該角色在2013年的吉祥物大賽（日语：ゆるキャラ(R)グランプリ）中獲得第四名；2014年排名第二、榮獲亞軍；2015年則雖獲第三名，在同期舉辦的中摘得首屆冠軍。 
以下是深谷醬在歷屆吉祥物大賽（日语：ゆるキャラ(R)グランプリ）排名 。
| 日期           | 票數      | 排名 |
| -------------- | --------- | ---- |
| 2011年11月27日 | 154,243   | 6    |
| 2012年11月27日 | 158,343   | 5    |
| 2013年11月24日 | 425,694   | 4    |
| 2014年11月3日  | 835,981   | 2    |
| 2015年11月23日 | 4,011,758 | 3    |

## 其他
- 自2012年12月25日上午開始，深谷市開始發放帶有深谷醬設計的摩托車号牌（地方特色車牌）。 [33][34]
- 深谷市仙元山公園遊樂區（日语：わんぱくランド）設有深谷醬主題遊樂設施
- 深谷市的社區巴士、公務車與垃圾車均印有深谷醬的設計。 [35]
- 2013年8月26日，深谷市耗資約1,100萬日圓導入印有深谷醬圖案的「貨運卡車」（日语：ふっカーゴ），用於宣傳深谷特產。 [36]
- 2015年，深谷觀光巴士公司導入印有深谷醬圖案的巴士。 [37]

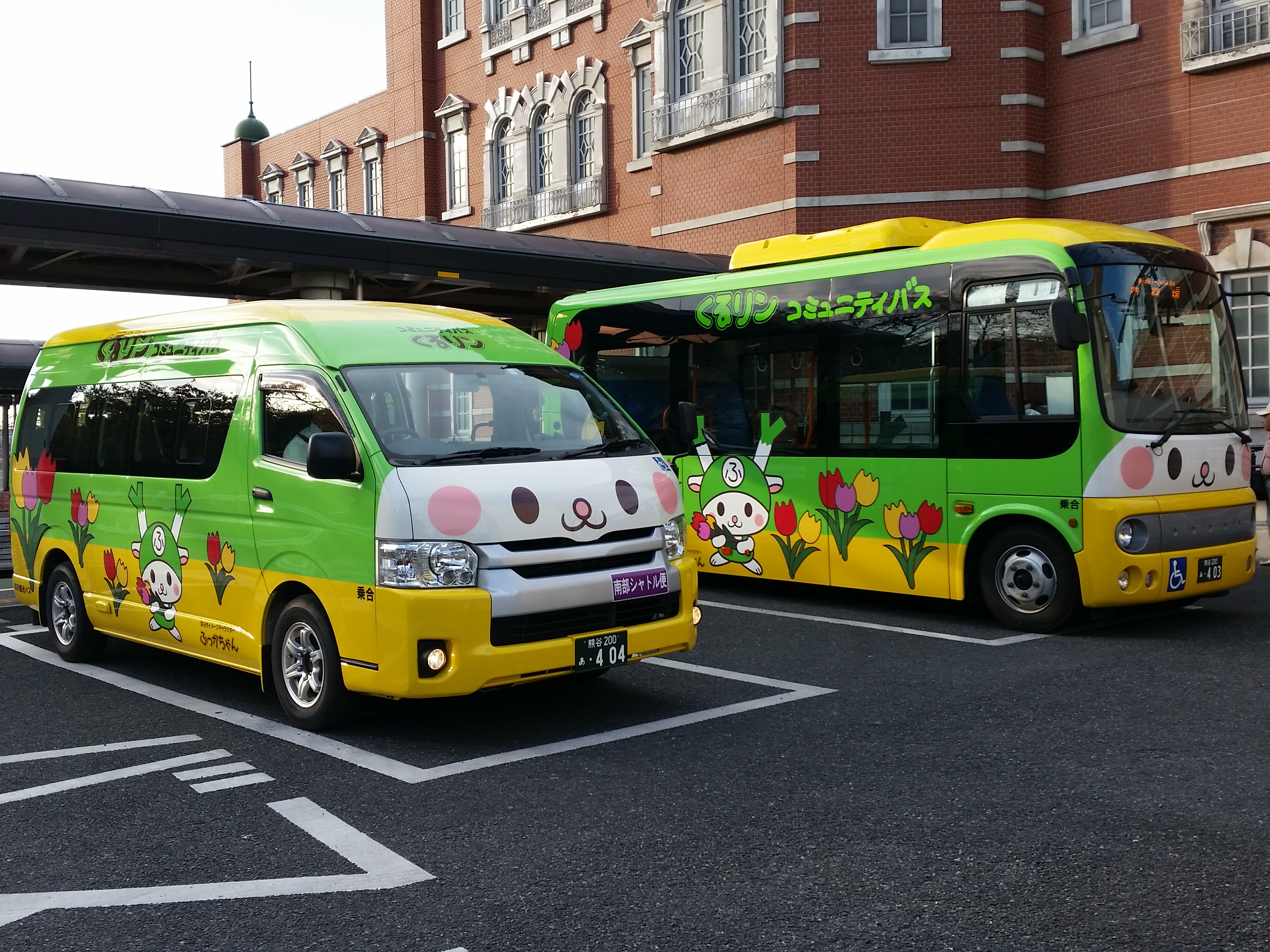
印有深谷醬圖案的巴士
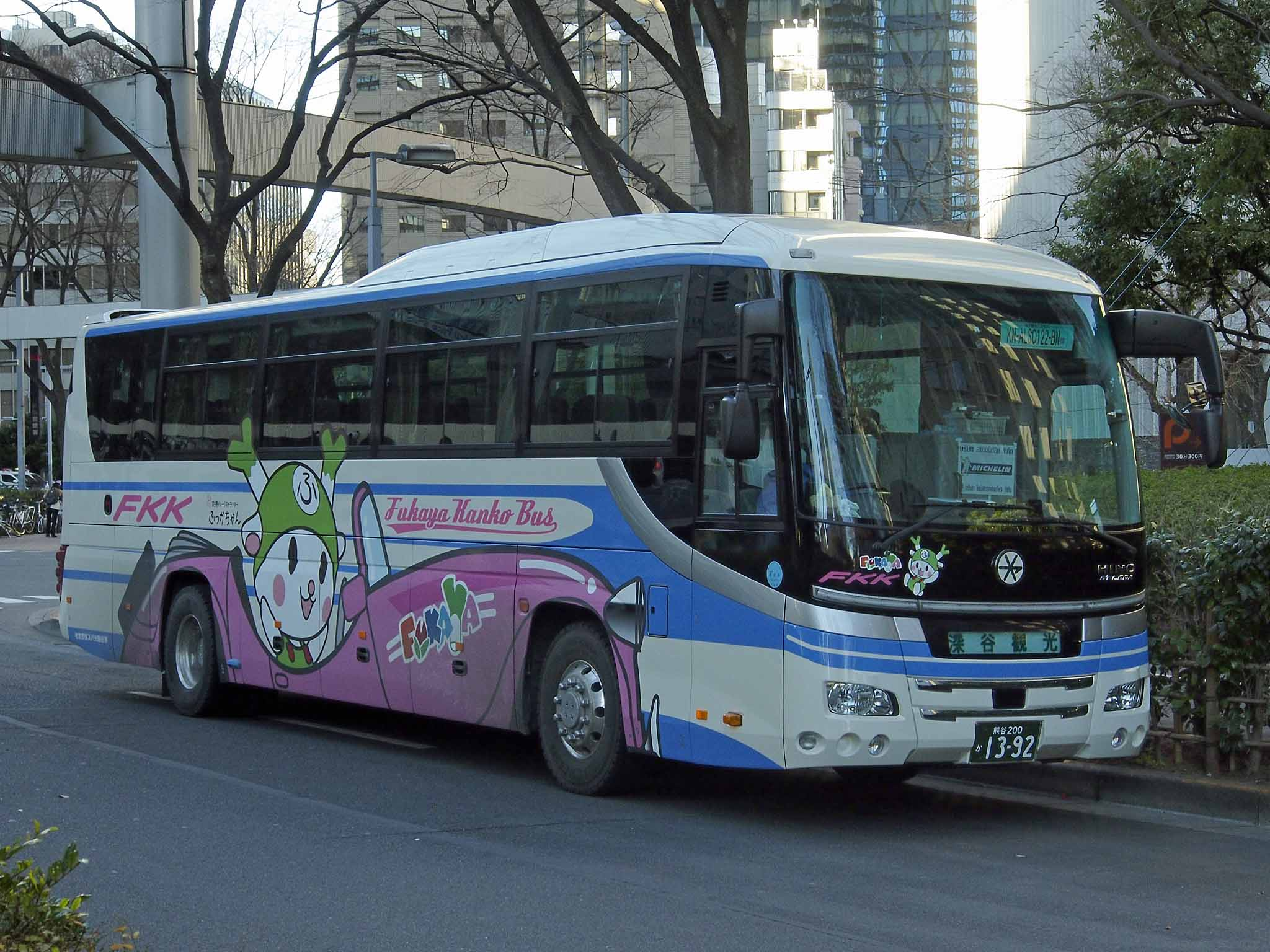
印有深谷醬圖案的深谷觀光巴士

## 腳註
1. ↑  專利資訊平台 - 在專利資訊平台的商標檢索（搜尋商標）中指定「ふっかちゃん」進行查詢。
2. ↑  頭巾後面有結繩。

## 文獻
- . ゆるBOOKS. 深谷市役所（監修）. 長崎出版. 2013-04-05. ISBN 978-4-86095-563-2 （日语）.

## 外部鏈接
- 官方网站
- 深谷醬的Facebook專頁
- 深谷醬的Instagram帳戶
- 深谷醬的X（前Twitter）
- YouTube上的 深谷醬頻道
- ふっかちゃん応援サイト「I LOVE FUKKA-CHAN」 （页面存档备份，存于）
- ふっかちゃんショップ，存档于（存檔日期 2018-08-06）